# غبر (مودية)

تعديل مصدري - تعديل

غبر هي إحدى قرى عزلة مودية بمديرية مودية التابعة لمحافظة أبين، بلغ تعداد سكانها 85 نسمة حسب تعداد اليمن لعام 2004.